# Bikinia breynei
Bikinia breynei är en ärtväxtart som först beskrevs av Paul Rodolphe Joseph Bamps, och fick sitt nu gällande namn av Jan Johannes Wieringa. Bikinia breynei ingår i släktet Bikinia och familjen ärtväxter. IUCN kategoriserar arten globalt som starkt hotad. Inga underarter finns listade i Catalogue of Life.